# Elina Pohjanpää
Armi Elina Annikki Pohjanpää (* 8. April 1933 in Helsinki; † 13. Januar 1996 ebenda) war eine finnische Schauspielerin.
Pohjanpää spielte lange Jahre an Theatern in Helsinki und hatte Engagements am Finnischen Nationaltheater, dem Stadttheater Helsinki, wo sie bis zu ihrem Tod spielte, und anderen. Neben Tauno Palon debütierte sie 1950 auf der Leinwand in der leichten Komödie Amor hoi!.
Sie war mit dem Schauspieler Pentti Siimes verheiratet.

## Filmografie (Auswahl)
- 1950: Amor hoi!
- 1996: Tie naisen sydämeen